# Justin Bruening
Justin Bruening (* 24. září 1979, St. Helena, Nebraska, USA) je americký herec. Jeho herecká kariéra začala v roce 2003, když mu byla nabízena role do seriálu All My Children. Je také známý ze seriálu Knight Rider – Legenda se vrací jako Mike Traceur a Mike Knight.

## Osobní život
Bruening se zasnoubil s herečkou Alexou Havins na natáčení seriálu All My Children. Vzali se 5. června 2015. Dne 10. srpna 2010 se jim narodila dcera Lexington Grace Bruening.

## Filmografie

### Film
| Rok  | Název              | Role          | Poznámky |
| ---- | ------------------ | ------------- | -------- |
| 2006 | Fat Girls          | Bobby         |          |
| 2017 | Antikrist přichází | Devon         |          |
| 2017 | He's Out There     | Shawn         |          |
| 2018 | Indivisible        | Darren Turner |          |

### Televize
| Rok             | Název                            | Role                        | Poznámky                              |
| --------------- | -------------------------------- | --------------------------- | ------------------------------------- |
| 2003–2007, 2011 | All My Children                  | James Edward "Jamie" Martin | 163 dílů                              |
| 2004–2005       | One Life to Live                 | Jamie Martin                | 8 dílů                                |
| 2004            | Hope & Faith                     | Jake                        | 2 díly                                |
| 2006            | 3 libry                          | osobní trenér               | díl: „The Cutting Edge“               |
| 2007            | Odložené případy                 | Spencer Mason               | díl: „Spřízněni zlodějnou“            |
| 2007            | Kriminálka Miami                 | Craig Abbott                | díl: „Chůva“                          |
| 2008            | Knight Rider                     | Mike Traceur                | TV film                               |
| 2008            | Turbo Dates                      |                             | díl: „3:10 to Puma“                   |
| 2008–2009       | Knight Rider - Legenda se vrací  | Mike Traceur                | hlavní role, 18 dílů                  |
| 2010            | Class                            | Whitt Sheffield             | TV film                               |
| 2011            | Wonder Woman                     | Steve Trevor                | nevysílaný televizní pilotní díl      |
| 2011            | Castle na zabití                 | Rod Tredwyck                | díl: „Univerzitní šampion“            |
| 2011            | Friends with Benefits            |                             | díl: „The Benefit of Full Disclosure“ |
| 2011            | State of Georgia                 | Brad                        | díl: „Flavor of the Week“             |
| 2011            | Kriminálka New York              | Hank Frazier                | díl: „Air Apparent“                   |
| 2011–2012       | Nebezpečná identita              | Tyler Barrett               | 9 dílů                                |
| 2012            | Krásná řeznice                   | Jeff Wright                 | TV film                               |
| 2012–2013       | Záměna                           | šéfkuchař Jeff Reycraft     | 9 dílů                                |
| 2013–2018       | Chirurgové                       | zdravotník Matthew Taylor   | 16 dílů                               |
| 2013            | Hawaii 5-0                       | William "Billy" Harrington  | 5 dílů                                |
| 2013            | The Thanksgiving House           | Everett Mather              | TV film                               |
| 2013–2014       | Ravenswood                       | Benjamin Price              | 4 díly                                |
| 2014            | Milionový lékař                  | Chase                       | díl: „A Bigger Boat“                  |
| 2015            | Kriminálka: Oddělení kybernetiky | Evan Wescott                | díl: „The Evil Twin“                  |
| 2015            | Poslové                          | Leo Travers                 | 3 dílů                                |
| 2015            | Blood & Oil                      | Richard Ford                | díl: „Pilot“                          |
| 2016–2017       | Dobré mravy                      | Kyle Dash                   | 5 dílů                                |
| 2018            | Last Vermont Christmas           | Nash                        | TV film                               |
| 2020–dosud      | Sladké magnólie                  | Cal Maddox                  | hlavní role, 10 dílů                  |
| 2020            | Lucifer                          | DJ Karnal (Jed)             | díl: „BlueBallz“                      |
| 2020            | Swept Up By Christmas            | Reed                        | TV film                               |